# Josef Perl
Josef Perl sau Yosef Perl) (în limba ebraică:יוסף פרל, în limba idiș:יוסף פערל  n. 10 noiembrie 1773, Ternopil, Galiția austriacă (Regatul Galiției și Lodomeriei), azi Ucraina - d. 1 octombrie 1839, Ternopil. idem) a fost un filantrop, educator și scriitor evreu, de limba idiș și ebraică, reprezentant de frunte al iluminismului evreiesc (Haskala, Juedische Aufklaerung) în Europa de est, in Imperiul Rus, pe teritoriul actual al Ucrainei.A folosit adesea pseudonimul ebraic Yaakov Ovadya sau Ovadya ben Petahya.
Ca și Aaron Halle-Wolfssohn sau Itzhak Erter, și Iosef Perl a fost un fervent opozant al mișcării ultra-ortodoxe hasidice; această mișcare mistică populară și pioasă, ostilă atât iudaismului canonic (rabinic) cât și modernizatorilor seculariști, s-a răspândit cu ușurință în masa de evrei est-europeni aflați în regiunile sărace și slab urbanizate ale Galiției austriece și Imperiului Țarist (în “regiunea permisă de așezare”, adică districtele în care evreii aveau dreptul să locuiască).
Ca și alți maskilim est-europeni și Iosif Perl a scris și mai ales publicat mult în idiș, astfel neglijând cutuma iluminiștilor evrei din Occident care preferau să folosească doar germana cultă (fie ea și scrisă cu alfabet ebraic, cum proceda Moses Mendelssohn, de exemplu) sau ebraica (“limbile pure”), dar acest fapt era un compromis localmente necesar pentru ca eforturile lui modernizatoare să poată avea impact la masele evreimii estului european, sărace și discriminate, și astfel cu slabe contacte în afara comunităților lor și care erau vorbitoare de idiș (în multe cazuri, evreii galițieni nu puteau citi si scrie în poloneză, care era limba națiunii vecine, alături de ruteană-ucraineană).

## Biografie
Yosef Perl s-a născut în familia înstărită a unui om de afaceri din Tarnopol (Ternopil), adept al iudaismului anti-hasidic (numit “lituanian” sau mitnaghed). Încă din copilărie s-a remarcat ca un copil de geniu, la 13 ani fiind capabil să întrețină dispute pe teme religioase cu erudiți ai comunității. Deși părinții i-au asigurat o educație tradițională, tânărul s-a interesat din ce în ce mai mult de cultura seculară germană, disimulându-și interesul față de literatura germanofonă prin învelirea în coperți de cărți religioase evreiești, a cărților în limba lui Goethe care deși de abia le deslușea înțelesul, îl pasionau totuși. Mai târziu însă, antrenat fiind în călătoriile de afaceri, va cunoaște mai mulți rabini hasidici și va deveni temporar atras de curentul mistic hasidic. Acestă perioadă de aprofundare a literaturii și doctrinelor hasidice îi va servi mai târziu, când va scrie, în cunoștință de cauză, vitriolice denunțuri la adresa hasidismului. În timpul acelorași călătorii în slujba afacerii familiei va întâlni și o seamnă de maskilim, printre care și Bernard Gunzburg, de la care va învăța germana, franceza, latina, istoria, matematica și științele naturii. Prin Gunzburg Perl i-a cunoascut pe toți iluminiștii (evrei) galițieni, devenind el însuși un dedicat promotor al idealurilor haskalei: imensele resurse financiare ale familiei vor fi mobilizate pentru educarea membrilor comunității din care făcea parte, astfel încât în 1813 înființează și devine directorul unei școli în Tarnopolul natal (“Deutsch-Israelitische Hauptschule”), în care alături de tradiționala educație religioasă erau predate tinerilor și materiile generale. A dăruit atât clădirile instituției cât și sinagoga alăturată comunității, după moarte lăsând școlii jumătate din avere, de asemenea biblioteca sa personală de 8000 de cărți.
Mișcarea iluministă inițiată de Moses Mendelssohn în Europa Centrală s-a lovit în Est nu numai de tradiționalismul rabinic, pe care l-a combătut cu destul succes în Vest, ci și de mișcarea populară a hasidismului; nu e de mirare astfel, că iluminiștii evrei (maskilim) din Est, cum a fost Perl însuși, percepeau mișcarea hasidică a fi principalul impediment al emancipării populației în sânul căreia se născuseră. Se spune că hasidimii au dansat de bucurie pe mormântul proaspăt al lui Iosif Perl.
În afara memoriilor anti-hasidice adresate autorităților ca și a seriei de lucrări cu caracter polemic sau satiric, și ele îndreptate contra sectei hasidice  - ca de exemplu „Despre natura sectei hasidice”, „Descoperitorul de taine”, „Cartea pregătirii pentru iluminare”, „Testul virtuosului”- alte scrieri ale lui nu s-au păstrat, fiind probabil pentru totdeauna pierdute (la fel ca o bună parte din scrierile lui Menahem Mendel Lefin)), Perl a scris câțiva ani la rând “almanahuri” (cronici, adică) devenite populare în comunitățile evreiești ale vremii; acestea au reprezentat o ocazie excelentă pentru educatorul care se voia a fi pentru răspândirea informațiilor necesare emancipării și integrării noilor generații, totul fiind realizat însă într-un cadru familiar, în care referința religioasă e încă în prim plan, dacă nu și preponderentă.

## Scrieri
- Megalè Temirin - Descoperitorul de taine în ebraică, 1819, Viena ; roman satiric în scrisori; ediții ulterioare - 1864 Lemberg, 1879 Lemberg, 1960 Ierusalim.

publicat in engleza  de Dov Taylor - Joseph Perl's Revealer of Secrets: The First Hebrew Novel, Boulder, Colorado, 1997
A fost tradus de autor în idiș - Sefer Megale temirin leYosef Perl - ediție cu note și explicații, cu cuvânt înainte de Yonatan Meir, și postfață de Dan Miron , 2 volume, Institutul Bialik. Ierusalim. 2013 }}.
- Luakh Halev (Calendarul inimii) - suplimente la Calendarul Tzir neeman, Tarnopol 1814-1816
- Bokhén Tzadik (Testul virtuosului) - în ediție facsimilă , Praga 1838, Ierusalim 1963
- יוסף פערלס יידישע כתבים Yosef Perls Idișe Ksovim  în idiș -  Wilno 1937, Biblioteca YWO - Scrierile în idiș ale lui Yosef Perl, inclusiv Megale Temirin si povesitrea Gdulat Rabi Wolf Czarny Ostra - care ulterior a fost indentificat ca scrierea unui alt maskil - biografie de Israel Weinels, analiza lingvistica de Zelig Kalmanowicz
- Maasiyot veigrot mitzadikim amitiyim umeanshey shlomenu - (Povești și epistole de la rabini mari adevarati si de la oameni de-ai noștri)

editura după manuscrisele autorului, cuvânt înainte și explicatii de Hana Shmaruk si Shmuel Verses, Ierusalim
- Al mahut kat hahassidim Despre natura sectei hasidice- ediție după manuscris, cu prefață si explicații de Avraham Rubinstein - în germană, cu prefață și explicatii în ebraică,  de Avraham Rubinstein
- Ghilgulav shel megale sod:kuntres divrey tzadikim leRival uPerl- Ipostazele Descoperitorului de taine:broșură cu vorbele rabinilor cei mari către Rival și Perl - explicații după ediția întâi, cu prefața la Ghilgulav - de Yonatan Meir, Los Angeles 2004 ediție cu note